# 아차르 (남아시아 음식)
아차르(힌디어·네팔어: अचार, 말라얄람어: അച്ചാർ, 우르두어·펀자브어·신드어: اچار)는 남아시아의 절임 음식이다. 지역에 따라 론처(마라티어: लोणचे), 아타누(구자라트어: અથાણું), 우라가야(텔루구어: ఊరగాయ), 우루가이(타밀어: ஊறுகாய்), 우핀 카이(칸나다어: ಉಪ್ಪಿನ ಕಾಯಿ) 등으로도 부른다.

## 사진 갤러리

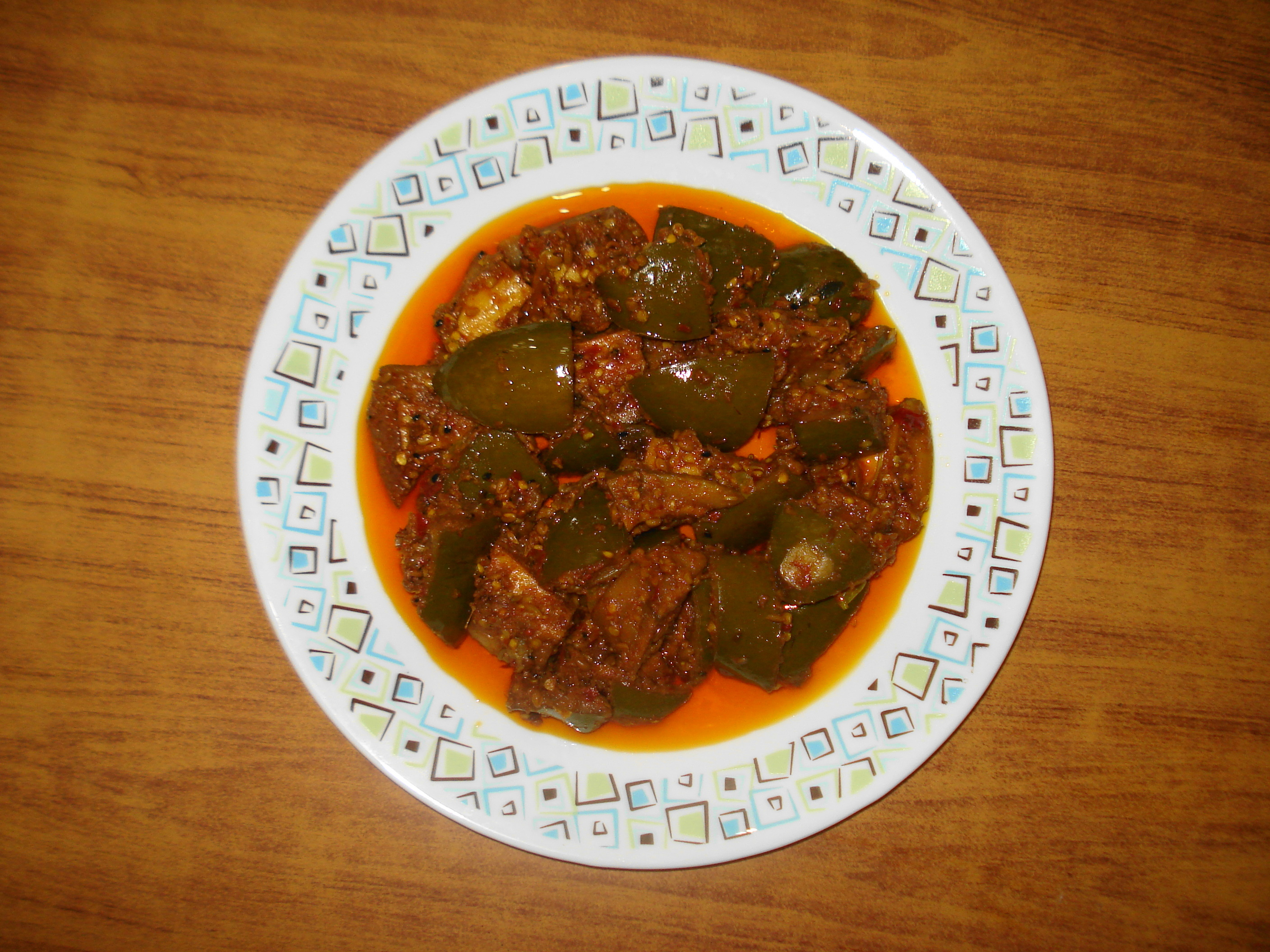
망고 아차르
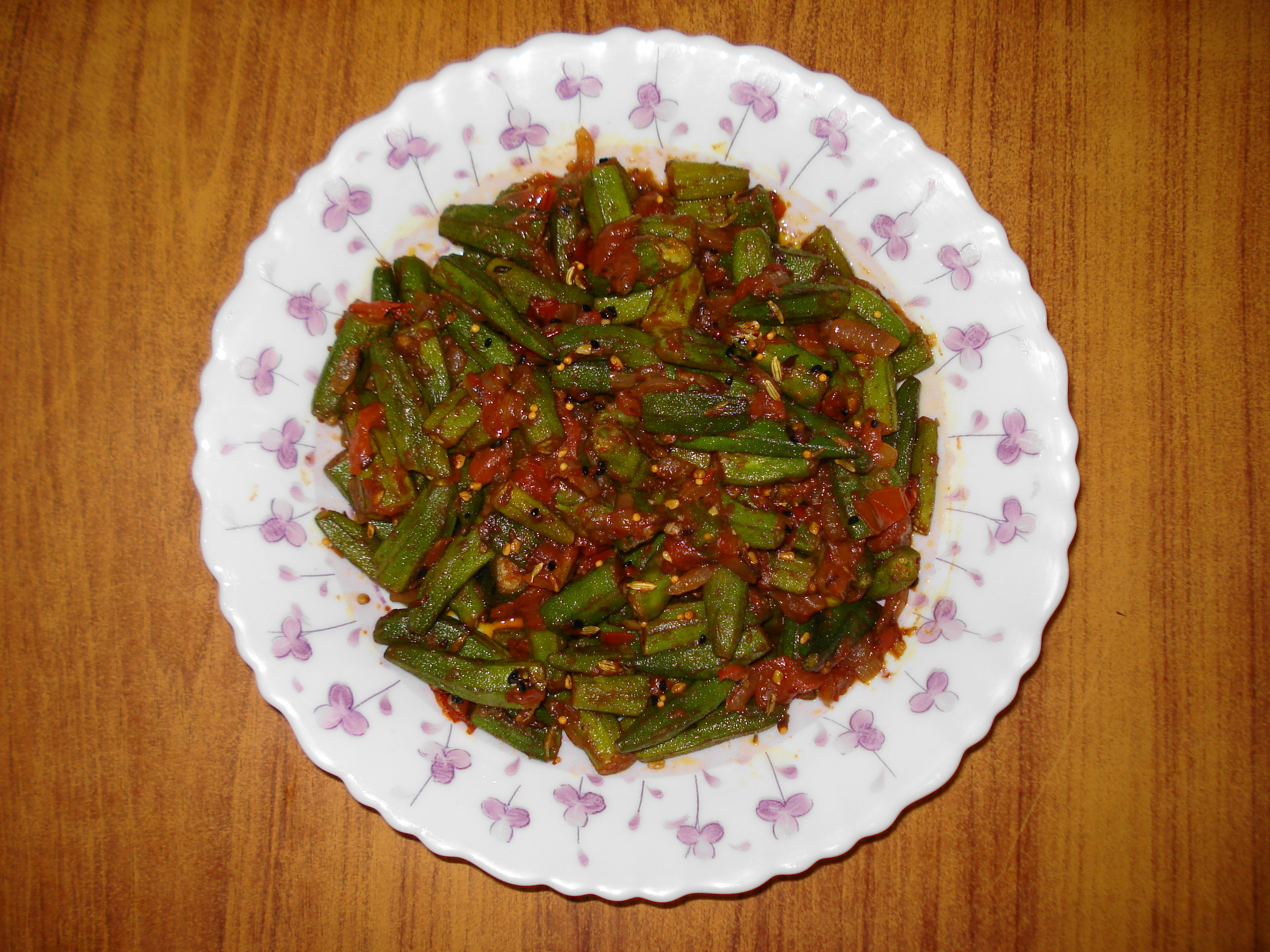
오크라 아차르
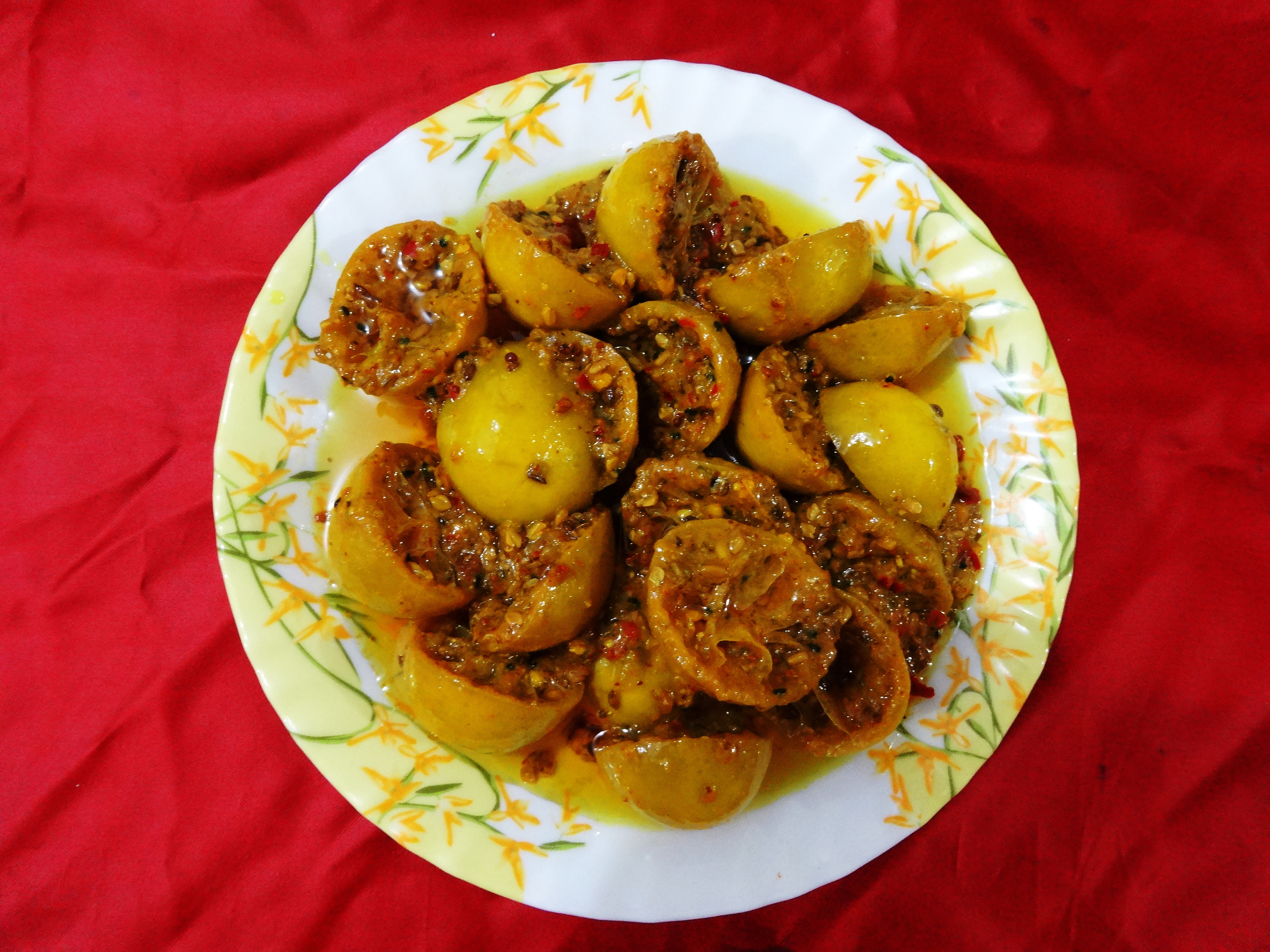
레몬 아차르

## 같이 보기
- 아차르 (동남아시아 음식)
- 장아찌